# كأس إسكتلندا 2002–03
كأس اسكتلندا 2002–03 (بالإنجليزية: 2002–03 Scottish Cup)‏ هو موسم من كأس اسكتلندا. فاز فيه نادي رينجرز.